# Groupe A du Championnat d'Europe masculin de basket-ball 2022
Le Groupe A du Championnat d'Europe masculin de basket-ball 2022 était composé de la Géorgie, l'Espagne, la Turquie, le Monténégro, la Belgique et la Bulgarie. Les matchs se sont déroulés du 1er au 7 septembre 2022 dans la nouvelle Tbilissi Arena à Tbilissi, en Géorgie. Les quatre meilleures équipes se sont qualifiées pour la phase à élimination directe.

## Équipes
| Équipe     | Moyen de qualification     | Date de qualification | Apparition | Dernière apparition | Meilleure performance        | Classement mondial | Classement mondial |
| Équipe     | Moyen de qualification     | Date de qualification | Apparition | Dernière apparition | Meilleure performance        | Mars 2021          | Septembre 2022     |
| ---------- | -------------------------- | --------------------- | ---------- | ------------------- | ---------------------------- | ------------------ | ------------------ |
| Belgique   | Les 3 premiers du Groupe C | 20 février 2021       | 18e        | 2017                | 4e place (1947)              | 37                 | 37                 |
| Bulgarie   | Les 3 premiers du Groupe H | 20 février 2021       | 25e        | 2011                | Vice-champions (1957)        | 49                 | 52                 |
| Géorgie    | Pays hôte                  | 15 juillet 2019       | 5e         | 2017                | 11e place (2011)             | 36                 | 36                 |
| Espagne    | Les 3 premiers du Groupe A | 30 novembre 2020      | 32e        | 2017                | Champions (2009, 2011, 2015) | 2                  | 2                  |
| Turquie    | Les 3 premiers du Groupe D | 20 février 2021       | 25e        | 2017                | Vice-champions (2001)        | 15                 | 16                 |
| Monténégro | Remplacement               | 20 mai 2022           | 4e         | 2017                | 13e place (2017)             | 25                 | 25                 |

Notes:
1. ↑  Les classements de mars 2021 ont été utilisés pour le tirage au sort final.

## Classement
| Rang | Équipe     | J | V | P | PP  | PC  | Diff | Pts |
| ---- | ---------- | - | - | - | --- | --- | ---- | --- |
| 1    | Espagne    | 5 | 4 | 1 | 431 | 368 | +63  | 9   |
| 2    | Turquie    | 5 | 3 | 2 | 403 | 378 | +25  | 8   |
| 3    | Monténégro | 5 | 3 | 2 | 381 | 378 | +3   | 8   |
| 4    | Belgique   | 5 | 3 | 2 | 384 | 383 | +1   | 8   |
| 5    | Bulgarie   | 5 | 1 | 4 | 427 | 475 | -48  | 6   |
| 6    | Géorgie H  | 5 | 1 | 4 | 381 | 425 | -44  | 6   |

Source: FIBA
En cas d'égalité de points de plusieurs équipes à l'issue des matchs de poule, les critères suivants sont appliqués dans l'ordre indiqué pour établir leur classement:
1. Points de chaque équipe,
2. Face-à-face,
3. Différence de points,
4. Points pour.

Notes:
1. 1 2 3  Turquie 4 pts; Monténégro 3 pts; Belgique 2 pts
2. 1 2  Géorgie 80 - 92 Bulgarie

## Matchs
Toutes les heures correspondent à l'Heure en Géorgie (UTC+4).

### Espagne - Bulgarie
| 1er septembre 2022 15h30 | Rapport | Espagne                                            | 114–87                              | Bulgarie                                       |  | Tbilissi Arena, Tbilissi Affluence : 500 Arbitres : Beniamino Attard Martin Vulić Erez Gurion |
| 1er septembre 2022 15h30 | Rapport | Score par quart-temps : 28-17, 29-18, 32-31, 25-21 |                                     |                                                |  | Tbilissi Arena, Tbilissi Affluence : 500 Arbitres : Beniamino Attard Martin Vulić Erez Gurion |
| 1er septembre 2022 15h30 | Rapport | Score par mi-temps : 57-35, 57-52                  |                                     |                                                |  | Tbilissi Arena, Tbilissi Affluence : 500 Arbitres : Beniamino Attard Martin Vulić Erez Gurion |
| 1er septembre 2022 15h30 | Rapport | Brown, 17 Garuba, 7 Brown, 5 Brown, 21             | Points Rebonds Passes d. Évaluation | Vezenkov, 26 Vezenkov, 11 Bost, 7 Vezenkov, 32 |  | Tbilissi Arena, Tbilissi Affluence : 500 Arbitres : Beniamino Attard Martin Vulić Erez Gurion |

### Turquie - Monténégro
| 1er septembre 2022 18h15 | Rapport | Turquie                                            | 72–68                               | Monténégro                                        |  | Tbilissi Arena, Tbilissi Affluence : 1 500 Arbitres : Saverio Lanzarini Oskars Lūcis Gatis Saliņš |
| 1er septembre 2022 18h15 | Rapport | Score par quart-temps : 14-18, 27-13, 12-20, 19-17 |                                     |                                                   |  | Tbilissi Arena, Tbilissi Affluence : 1 500 Arbitres : Saverio Lanzarini Oskars Lūcis Gatis Saliņš |
| 1er septembre 2022 18h15 | Rapport | Score par mi-temps : 41-31, 31-37                  |                                     |                                                   |  | Tbilissi Arena, Tbilissi Affluence : 1 500 Arbitres : Saverio Lanzarini Oskars Lūcis Gatis Saliņš |
| 1er septembre 2022 18h15 | Rapport | Larkin, 18 Şengün, 6 Larkin, 7 Larkin, 23          | Points Rebonds Passes d. Évaluation | Dubljević, 18 Simonović, 7 Perry, 9 Dubljević, 21 |  | Tbilissi Arena, Tbilissi Affluence : 1 500 Arbitres : Saverio Lanzarini Oskars Lūcis Gatis Saliņš |

### Géorgie - Belgique
| 1er septembre 2022 21h00 | Rapport | Géorgie                                                                 | 76–79                               | Belgique                               | OT | Tbilissi Arena, Tbilissi Affluence : 6 000 Arbitres : Aleksandar Glišić Dariusz Zapolski Sergii Zashchuk |
| 1er septembre 2022 21h00 | Rapport | Score par quart-temps : 11-16, 21-22, 19-20, 19-12 ; prolongation : 6-9 |                                     |                                        | OT | Tbilissi Arena, Tbilissi Affluence : 6 000 Arbitres : Aleksandar Glišić Dariusz Zapolski Sergii Zashchuk |
| 1er septembre 2022 21h00 | Rapport | Score par mi-temps : 32-38, 44-41                                       |                                     |                                        | OT | Tbilissi Arena, Tbilissi Affluence : 6 000 Arbitres : Aleksandar Glišić Dariusz Zapolski Sergii Zashchuk |
| 1er septembre 2022 21h00 | Rapport | Mamukelashvili, 18 Mamukelashvili, 13 McFadden, 6 Mamukelashvili, 29    | Points Rebonds Passes d. Évaluation | Mwema, 14 Bako, 6 Lecomte, 5 Mwema, 14 | OT | Tbilissi Arena, Tbilissi Affluence : 6 000 Arbitres : Aleksandar Glišić Dariusz Zapolski Sergii Zashchuk |

### Monténégro - Belgique
| 3 septembre 2022 15h30 | Rapport | Monténégro                                         | 76–70                               | Belgique                                      |  | Tbilissi Arena, Tbilissi Affluence : 1 000 Arbitres : Beniamino Attard Oskars Lucis Sergii Zashchuk |
| 3 septembre 2022 15h30 | Rapport | Score par quart-temps : 17-14, 20-18, 31-18, 8-20  |                                     |                                               |  | Tbilissi Arena, Tbilissi Affluence : 1 000 Arbitres : Beniamino Attard Oskars Lucis Sergii Zashchuk |
| 3 septembre 2022 15h30 | Rapport | Score par mi-temps : 37-32, 39-38                  |                                     |                                               |  | Tbilissi Arena, Tbilissi Affluence : 1 000 Arbitres : Beniamino Attard Oskars Lucis Sergii Zashchuk |
| 3 septembre 2022 15h30 | Rapport | Dubljević, 21 Dubljević, 11 Perry, 5 Dubljević, 30 | Points Rebonds Passes d. Évaluation | Obasohan, 25 Vanwijn, 7 Mwema, 3 Obasohan, 25 |  | Tbilissi Arena, Tbilissi Affluence : 1 000 Arbitres : Beniamino Attard Oskars Lucis Sergii Zashchuk |

### Turquie - Bulgarie
| 3 septembre 2022 18h15 | Rapport | Turquie                                            | 101–87                              | Bulgarie                                        |  | Tbilissi Arena, Tbilissi Affluence : 1 600 Arbitres : Aleksandar Glišić Mihkel Männiste Zdenko Tomašovič |
| 3 septembre 2022 18h15 | Rapport | Score par quart-temps : 31-29, 19-23, 25-19, 26-16 |                                     |                                                 |  | Tbilissi Arena, Tbilissi Affluence : 1 600 Arbitres : Aleksandar Glišić Mihkel Männiste Zdenko Tomašovič |
| 3 septembre 2022 18h15 | Rapport | Score par mi-temps : 50-52, 51-35                  |                                     |                                                 |  | Tbilissi Arena, Tbilissi Affluence : 1 600 Arbitres : Aleksandar Glišić Mihkel Männiste Zdenko Tomašovič |
| 3 septembre 2022 18h15 | Rapport | Osman, 25 Şengün, 9 Larkin, 9 Osman, 31            | Points Rebonds Passes d. Évaluation | Vezenkov, 28 Vezenkov, 15 Bost, 13 Vezenkov, 32 |  | Tbilissi Arena, Tbilissi Affluence : 1 600 Arbitres : Aleksandar Glišić Mihkel Männiste Zdenko Tomašovič |

### Géorgie - Espagne
| 3 septembre 2022 21h00 | Rapport | Géorgie                                                                    | 64–90                               | Espagne                                                          |  | Tbilissi Arena, Tbilissi Affluence : 7 500 Arbitres : Saverio Lanzarini Dariusz Zapolski Gatis Saliņš |
| 3 septembre 2022 21h00 | Rapport | Score par quart-temps : 16-18, 15-22, 16-31, 17-19                         |                                     |                                                                  |  | Tbilissi Arena, Tbilissi Affluence : 7 500 Arbitres : Saverio Lanzarini Dariusz Zapolski Gatis Saliņš |
| 3 septembre 2022 21h00 | Rapport | Score par mi-temps : 31-40, 33-50                                          |                                     |                                                                  |  | Tbilissi Arena, Tbilissi Affluence : 7 500 Arbitres : Saverio Lanzarini Dariusz Zapolski Gatis Saliņš |
| 3 septembre 2022 21h00 | Rapport | Andronikashvili, 13 Mamukelashvili, 9 Mamukelashvili, 3 Mamukelashvili, 14 | Points Rebonds Passes d. Évaluation | W. Hernangómez, 14 W. Hernangómez, 7 Brown, 5 W. Hernangómez, 17 |  | Tbilissi Arena, Tbilissi Affluence : 7 500 Arbitres : Saverio Lanzarini Dariusz Zapolski Gatis Saliņš |

### Monténégro - Bulgarie
| 4 septembre 2022 15h30 | Rapport | Monténégro                                               | 91–81                               | Bulgarie                                            |  | Tbilissi Arena, Tbilissi Affluence : 650 Arbitres : Josip Jurčević Oskars Lucis Zdenko Tomašovič |
| 4 septembre 2022 15h30 | Rapport | Score par quart-temps : 21-21, 24-25, 22-12, 24-23       |                                     |                                                     |  | Tbilissi Arena, Tbilissi Affluence : 650 Arbitres : Josip Jurčević Oskars Lucis Zdenko Tomašovič |
| 4 septembre 2022 15h30 | Rapport | Score par mi-temps : 45-46, 46-35                        |                                     |                                                     |  | Tbilissi Arena, Tbilissi Affluence : 650 Arbitres : Josip Jurčević Oskars Lucis Zdenko Tomašovič |
| 4 septembre 2022 15h30 | Rapport | Mihailović, 23 Dubljević, 9 Mihailović, 5 Mihailović, 21 | Points Rebonds Passes d. Évaluation | Vezenkov, 26 Vezenkov, 8 Karamfilov, 7 Vezenkov, 32 |  | Tbilissi Arena, Tbilissi Affluence : 650 Arbitres : Josip Jurčević Oskars Lucis Zdenko Tomašovič |

### Espagne - Belgique
| 4 septembre 2022 18h15 | Rapport | Espagne                                                          | 73–83                               | Belgique                                  |  | Tbilissi Arena, Tbilissi Affluence : 1 600 Arbitres : Saverio Lanzarini Dariusz Zapolski Erez Gurion |
| 4 septembre 2022 18h15 | Rapport | Score par quart-temps : 11-15, 22-17, 21-25, 19-26               |                                     |                                           |  | Tbilissi Arena, Tbilissi Affluence : 1 600 Arbitres : Saverio Lanzarini Dariusz Zapolski Erez Gurion |
| 4 septembre 2022 18h15 | Rapport | Score par mi-temps : 33-32, 40-51                                |                                     |                                           |  | Tbilissi Arena, Tbilissi Affluence : 1 600 Arbitres : Saverio Lanzarini Dariusz Zapolski Erez Gurion |
| 4 septembre 2022 18h15 | Rapport | W. Hernangómez, 18 W. Hernangómez, 4 Brown, 8 W. Hernangómez, 17 | Points Rebonds Passes d. Évaluation | Lecomte, 20 Bako, 9 Lecomte, 4 Gillet, 22 |  | Tbilissi Arena, Tbilissi Affluence : 1 600 Arbitres : Saverio Lanzarini Dariusz Zapolski Erez Gurion |

### Géorgie - Turquie
Après une bagarre entre Furkan Korkmaz et Duda Sanadze, les deux joueurs ont été expulsés. Korkmaz aurait été attaqué en quittant l’arène par des joueurs géorgiens. Le lendemain, la fédération turque a menacé de quitter le tournoi.
Après le match, la fédération turque a également déposé une plainte parce que l’horloge du jeu a fonctionné pendant 22 secondes pendant que le jeu était en pause; cette plainte a été rejetée par la FIBA.
| 4 septembre 2022 21h00 | Rapport | Géorgie                                                                      | 88–83                               | Turquie                                   | OT | Tbilissi Arena, Tbilissi Affluence : 7 100 Arbitres : Aleksandar Glišić Gatis Saliņš Sergii Zashchuk |
| 4 septembre 2022 21h00 | Rapport | Score par quart-temps : 19-25, 17-8, 17-16, 15-19 ; prolongation : 7-7, 13-8 |                                     |                                           | OT | Tbilissi Arena, Tbilissi Affluence : 7 100 Arbitres : Aleksandar Glišić Gatis Saliņš Sergii Zashchuk |
| 4 septembre 2022 21h00 | Rapport | Score par mi-temps : 36-33, 32-35                                            |                                     |                                           | OT | Tbilissi Arena, Tbilissi Affluence : 7 100 Arbitres : Aleksandar Glišić Gatis Saliņš Sergii Zashchuk |
| 4 septembre 2022 21h00 | Rapport | Mamukelashvili, 20 Mamukelashvili, 12 McFadden, 6 Mamukelashvili, 22         | Points Rebonds Passes d. Évaluation | Şengün, 21 Şengün, 9 Larkin, 7 Şengün, 26 | OT | Tbilissi Arena, Tbilissi Affluence : 7 100 Arbitres : Aleksandar Glišić Gatis Saliņš Sergii Zashchuk |

### Turquie - Belgique
| 6 septembre 2022 15h30 | Rapport | Turquie                                           | 78–63                               | Belgique                                             |  | Tbilissi Arena, Tbilissi Affluence : 1 900 Arbitres : Beniamino Attard Saverio Lanzarini Dariusz Zapolski |
| 6 septembre 2022 15h30 | Rapport | Score par quart-temps : 20-6, 17-24, 22-17, 19-16 |                                     |                                                      |  | Tbilissi Arena, Tbilissi Affluence : 1 900 Arbitres : Beniamino Attard Saverio Lanzarini Dariusz Zapolski |
| 6 septembre 2022 15h30 | Rapport | Score par mi-temps : 37-30, 41-33                 |                                     |                                                      |  | Tbilissi Arena, Tbilissi Affluence : 1 900 Arbitres : Beniamino Attard Saverio Lanzarini Dariusz Zapolski |
| 6 septembre 2022 15h30 | Rapport | Şengün, 24 Şengün, 8 Şengün, 6 Şengün, 28         | Points Rebonds Passes d. Évaluation | Bratanovic, 15 De Zeeuw, 6 Lecomte, 4 Bratanovic, 16 |  | Tbilissi Arena, Tbilissi Affluence : 1 900 Arbitres : Beniamino Attard Saverio Lanzarini Dariusz Zapolski |

### Espagne - Monténégro
| 6 septembre 2022 18h15 | Rapport | Espagne                                                     | 82–65                               | Monténégro                                       |  | Tbilissi Arena, Tbilissi Affluence : 2 800 Arbitres : Oskars Lucis Gatis Saliņš Sergii Zashchuk |
| 6 septembre 2022 18h15 | Rapport | Score par quart-temps : 27-17, 26-14, 14-17, 15-17          |                                     |                                                  |  | Tbilissi Arena, Tbilissi Affluence : 2 800 Arbitres : Oskars Lucis Gatis Saliņš Sergii Zashchuk |
| 6 septembre 2022 18h15 | Rapport | Score par mi-temps : 53-31, 29-34                           |                                     |                                                  |  | Tbilissi Arena, Tbilissi Affluence : 2 800 Arbitres : Oskars Lucis Gatis Saliņš Sergii Zashchuk |
| 6 septembre 2022 18h15 | Rapport | Brizuela, 18 W. Hernangómez, 13 Brown, 7 W. Hernangómez, 22 | Points Rebonds Passes d. Évaluation | Mihailović, 18 Radončić, 7 Perry, 9 Radončić, 17 |  | Tbilissi Arena, Tbilissi Affluence : 2 800 Arbitres : Oskars Lucis Gatis Saliņš Sergii Zashchuk |

### Géorgie - Bulgarie
| 6 septembre 2022 21h00 | Rapport | Géorgie                                                             | 80–92                               | Bulgarie                                |  | Tbilissi Arena, Tbilissi Affluence : 8 000 Arbitres : Martin Vulić Erez Guiron Mihkel Männiste |
| 6 septembre 2022 21h00 | Rapport | Score par quart-temps : 18-14, 20-25, 19-27, 23-26                  |                                     |                                         |  | Tbilissi Arena, Tbilissi Affluence : 8 000 Arbitres : Martin Vulić Erez Guiron Mihkel Männiste |
| 6 septembre 2022 21h00 | Rapport | Score par mi-temps : 38-39, 42-53                                   |                                     |                                         |  | Tbilissi Arena, Tbilissi Affluence : 8 000 Arbitres : Martin Vulić Erez Guiron Mihkel Männiste |
| 6 septembre 2022 21h00 | Rapport | Bitadze, 21 Mamukelashvili, 11 Mamukelashvili, 6 Mamukelashvili, 23 | Points Rebonds Passes d. Évaluation | Bost, 33 Vezenkov, 14 Bost, 12 Bost, 38 |  | Tbilissi Arena, Tbilissi Affluence : 8 000 Arbitres : Martin Vulić Erez Guiron Mihkel Männiste |

### Espagne - Turquie
| 7 septembre 2022 15h30 | Rapport | Espagne                                                          | 72–69                               | Turquie                                   |  | Tbilissi Arena, Tbilissi Affluence : 2 300 Arbitres : Beniamino Attard Martin Vulić Oskars Lucis |
| 7 septembre 2022 15h30 | Rapport | Score par quart-temps : 17-18, 21-16, 18-16, 16-19               |                                     |                                           |  | Tbilissi Arena, Tbilissi Affluence : 2 300 Arbitres : Beniamino Attard Martin Vulić Oskars Lucis |
| 7 septembre 2022 15h30 | Rapport | Score par mi-temps : 38-34, 34-35                                |                                     |                                           |  | Tbilissi Arena, Tbilissi Affluence : 2 300 Arbitres : Beniamino Attard Martin Vulić Oskars Lucis |
| 7 septembre 2022 15h30 | Rapport | W. Hernangómez, 15 W. Hernangómez, 7 Brown, 7 W. Hernangómez, 19 | Points Rebonds Passes d. Évaluation | Osman, 20 Şengün, 12 Larkin, 6 Şengün, 23 |  | Tbilissi Arena, Tbilissi Affluence : 2 300 Arbitres : Beniamino Attard Martin Vulić Oskars Lucis |

### Belgique - Bulgarie
| 7 septembre 2022 18h15 | Rapport | Belgique                                           | 89–80                               | Bulgarie                                       |  | Tbilissi Arena, Tbilissi Affluence : 5 300 Arbitres : Erez Gurion Mihkel Männiste Zdenko Tomašovič |
| 7 septembre 2022 18h15 | Rapport | Score par quart-temps : 20-19, 21-11, 25-30, 23-20 |                                     |                                                |  | Tbilissi Arena, Tbilissi Affluence : 5 300 Arbitres : Erez Gurion Mihkel Männiste Zdenko Tomašovič |
| 7 septembre 2022 18h15 | Rapport | Score par mi-temps : 41-30, 48-50                  |                                     |                                                |  | Tbilissi Arena, Tbilissi Affluence : 5 300 Arbitres : Erez Gurion Mihkel Männiste Zdenko Tomašovič |
| 7 septembre 2022 18h15 | Rapport | Obasohan, 25 Obasohan, 7 Tabu, 6 Obasohan, 25      | Points Rebonds Passes d. Évaluation | Vezenkov, 26 Vezenkov, 13 Bost, 4 Vezenkov, 28 |  | Tbilissi Arena, Tbilissi Affluence : 5 300 Arbitres : Erez Gurion Mihkel Männiste Zdenko Tomašovič |

### Géorgie - Monténégro
| 7 septembre 2022 21h00 | Rapport | Géorgie                                                   | 73–81                               | Monténégro                                  |  | Tbilissi Arena, Tbilissi Affluence : 8 100 Arbitres : Saverio Lanzarini Dariusz Zapolski Sergii Zashchuk |
| 7 septembre 2022 21h00 | Rapport | Score par quart-temps : 19-21, 16-20, 17-17, 21-23        |                                     |                                             |  | Tbilissi Arena, Tbilissi Affluence : 8 100 Arbitres : Saverio Lanzarini Dariusz Zapolski Sergii Zashchuk |
| 7 septembre 2022 21h00 | Rapport | Score par mi-temps : 35-41, 38-40                         |                                     |                                             |  | Tbilissi Arena, Tbilissi Affluence : 8 100 Arbitres : Saverio Lanzarini Dariusz Zapolski Sergii Zashchuk |
| 7 septembre 2022 21h00 | Rapport | McFadden, 16 Mamukelashvili, 10 Bitadze, 4 Shermadini, 22 | Points Rebonds Passes d. Évaluation | Drobnjak, 22 Radović, 11 Perry, 9 Perry, 24 |  | Tbilissi Arena, Tbilissi Affluence : 8 100 Arbitres : Saverio Lanzarini Dariusz Zapolski Sergii Zashchuk |